# Académie Mallarmé
Pour les articles homonymes, voir Mallarmé (homonymie).
L'Académie Mallarmé est une institution littéraire fondée à Paris en 1937, ayant pris le nom du poète Stéphane Mallarmé.
Elle décerne le prix Mallarmé, l’une des plus anciennes et des plus prestigieuses distinctions poétiques, qui récompense un poète d’expression française pour un recueil de poèmes ou pour l’ensemble de son œuvre. Présidé par Sylvestre Clancier, le jury est constitué de l’ensemble des membres de l’Académie. Le prix est doté par la ville de Brive-la-Gaillarde, qui offre également au lauréat une résidence poétique d’un mois.
En 2022, l'Académie Mallarmé inaugure le prix Mallarmé étranger.

## Historique
L’Académie Mallarmé naît à Paris le 19 février 1937 sous l’impulsion d’Édouard Dujardin. Ses membres fondateurs sont : Saint-Pol-Roux, Édouard Dujardin, Francis Vielé-Griffin (président), Maurice Maeterlinck, Jean Ajalbert, André Fontainas, Ferdinand Hérold, Albert Mockel, Paul Valéry et Paul Fort ; dans un deuxième temps : Léon-Paul Fargue, Charles Vildrac, Valery Larbaud et Jean Cocteau. L’Académie crée un prix qui est vite reconnu comme le plus prestigieux du paysage poétique français. Le premier lauréat en est Jacques Audiberti. Après Francis Vielé-Griffin, les présidents successifs sont Saint-Pol-Roux, Paul Valéry et Marie de Régnier alias Gérard d’Houville. Le dernier membre de cette institution, Georges Ribemont-Dessaignes, meurt en 1974. 
L’Académie est toutefois refondée un an plus tard, en 1975, sous l’impulsion de Geneviève Mallarmé (présidente d'honneur) et d'Henri Mondor, avec Michel Manoll, Denys-Paul Bouloc, Edmond Humeau, Jean Rousselot (président), Eugène Guillevic, Alain Bosquet (vice-président), Charles Le Quintrec (secrétaire général) et Charles Autrand (trésorier). D’emblée, l’académie recrute des membres francophones et des membres correspondants dans tous les pays. 
L’Académie française lui décerne le prix Henri-Mondor en 1985.
Les actions de l’Académie sont nombreuses. Outre le prix Mallarmé et le prix Mallarmé étranger qu'elle décerne annuellement, elle a fait entrer dans le patrimoine du département de Seine-et-Marne la maison de Stéphane Mallarmé à Valvins et œuvre pour la promotion de la poésie en organisant des manifestations qui lui sont consacrées. L’article premier de ses statuts, dit qu’« elle a pour objet de perpétuer le souvenir du poète Stéphane Mallarmé et l’exemple de sa vie et de maintenir, indépendamment de toute question d’école, l’honneur de la poésie. »

## Citations
- « Pour venir s’asseoir parmi nous, point n’est besoin de passer par le tailleur, comme au quai de Conti, ni même de porter cravate. La poésie suffit et c’est un bien beau mais insaisissable passeport. » Alain Bosquet[4]
- « Mais qu’est-ce que l’académie Mallarmé ? C’est une association de trente poètes — des poètes tous fidèles à l’œuvre et au poète Mallarmé — qui affirment la présence de Mallarmé, aujourd’hui, mais qui ne sont pas forcément mallarméens dans leur écriture… On peut souligner qu’elle est une académie francophone et que sur les trente poètes qui la composent, six viennent de pays étrangers francophones... Ce choix que l’académie a fait de se placer, dès sa reconstitution, au sein de la francophonie, témoigne de la passion que l’ensemble de ses membres porte à la langue française. Et puis, j’ai plaisir à en témoigner, l’académie est un lieu de fraternité, fraternité entre des poètes différents par l’âge, par l’esthétique, par l’écriture. C’est une part de ce qui fonde sa vitalité. » Eugène Guillevic[5]

## Membres
L'Académie Mallarmé se compose aujourd'hui (par ordre alphabétique) de :
- Max Alhau
- Gabrielle Althen
- Marc Alyn
- Olivier Barbarant
- Linda Maria Baros - rapporteur général
- Claudine Bohi
- Sylvestre Clancier - président
- Danièle Corre
- Seyhmus Dagtekin
- Christophe Dauphin
- Philippe Delaveau
- Paul Farellier
- Bernard Fournier - secrétaire général
- Hubert Haddad
- Claudine Helft
- Jean Le Boël
- Jean-Pierre Lemaire
- Daniel Leuwers - trésorier
- Yves Namur
- Jean Orizet - président d'honneur
- Jean Pérol
- Serge Pey
- Jean Portante
- Bernard Pozier
- Lionel Ray - vice-président
- Richard Rognet
- Nohad Salameh
- Jean-Luc Steinmetz
- Alexandre Voisard
- Vénus Khoury-Ghata et Patrick Laupin sont membres d'honneur.

### Comité directeur
Il se compose de Sylvestre Clancier (président), Jean Orizet (président d’honneur), Lionel Ray (vice-président), Bernard Fournier (secrétaire général), Daniel Leuwers (trésorier) et Linda Maria Baros (rapporteur général).

### Anciens membres
Hervé Bazin, Tahar Ben Jelloun, Luc Bérimont, Francis Carco, Jean Cassou, Andrée Chedid, Georges-Emmanuel Clancier, Claude Michel Cluny, Charles Dobzynski, Lawrence Durrell, Claude Esteban, Félix Fénéon, Max-Pol Fouchet, Robert Ganzo, Robert Goffin, Philippe Jones, Abdellatif Laâbi, Artur Lundkvist, Bernard Mazo, Gaston Miron, Eugenio Montale, François Montmaneix, Géo Norge, Octavio Paz, Jean-Claude Renard, Yannis Ritsos, Robert Sabatier, Pierre Seghers, Léopold Sédar Senghor, Henri Thomas, Claude Vigée ou Andreï Voznessenski ont, entre autres, fait partie de l’Académie Mallarmé.